# Tuffé
Tuffé är en kommun i departementet Sarthe i regionen Pays de la Loire i nordvästra Frankrike. Kommunen ligger i kantonen Tuffé som tillhör arrondissementet Mamers. År 2018 hade Tuffé 1 526 invånare.

## Befolkningsutveckling
Antalet invånare i kommunen Tuffé
| Referens: INSEE |